# Odontophorus atrifrons
La quaglia boschereccia frontenera (Odontophorus atrifrons Allen, 1900), è un uccello della famiglia Odontophoridae diffuso in Colombia e Venezuela.

## Tassonomia
Questa specie è suddivisa in tre sottospecie
- Odontophorus atrifrons atrifrons - Allen, 1900
- Odontophorus atrifrons variegatus - Todd, 1919
- Odontophorus atrifrons navai - Aveledo e Pons, 1952